# 马拉尼昂州圣路易斯-贡萨加
马拉尼昂州圣路易斯-贡萨加（葡萄牙語：São Luís Gonzaga do Maranhão）是巴西马拉尼昂州的一个市镇。总面积968.554平方公里，总人口19467人，人口密度20.1人/平方公里。